# All India Forward Bloc
All India Forward Bloc, på tamil அனைத்திந்திய பார்வார்ட் புளொக், är ett vänsternationalistiskt politiskt parti i Indien.

## Bakgrund
AIFB bildades 3 maj 1939 av Netaji Subhas Chandra Bose som då lämnade Kongresspartiet. Bose ledde under andra världskriget Indian National Army, som kämpade tillsammans med axelmakterna vid fronten i Sydasien. Efter kriget reorganiserades AIFB. Tidigt genomgick AIFB en splittring, i FB (Ruiker) och FB (Marxist). De två grupperna använde bl.a. helt olika flaggor, Ruikergruppen använde den indiska trikoloren med en tiger medan vänstergruppen använde en röd fana med en tiger och hammaren & skäran. Det parti vi idag kallar AIFB är FB (Marxist)-falangen. De ska dock inte förväxlas med Pratim Chatterjees Marxist Forward Bloc, som är en mindre utbrytargrupp.

## Forward Bloc idag
AIFB kämpar för socialism i Indien men de anser att deras ideologi skiljer sig från Communist Party of India (Marxist):s och Communist Party of Indias då de bygger sin socialism på utländska ideologer som Marx och Lenin medan AIFB:s socialism utgår från Netajis indiska socialism.
AIFB har avdelningar runt om i landet, men partiets styrka finns koncentrerad i Västbengalen. Partiet ingår i Left Front i Västbengalen som regerar delstaten, och Forward Bloc har flera ministrar. Partiet ingår även i Left Front i Tripura, men då man inte lyckats vinna något mandat där har man ingen minister i den regeringen. Anmärkningsvärt är att trots att partiet samarbetar med CPI(M) i Västbengalen, Tripura och på riksplanet, så ingår inte AIFB i Left Democratic Front i Kerala.
I parlamentsvaletvalet 2004 fick man 0,4% av rösterna och 3 mandat i Lok Sabha (Alla från Västbengalen).
Partiets nuvarande generalsekreterare heter Debrata Biswas.

## Massorganisationer
- All India Youth League
- All India Students Bloc
- Trade Union Coordination Committee
- All India Agragami Kisan Sabha (bondeorganisation)
- All India Agragami Mahila Samiti (kvinnoorganisation)

Partiet har också bildat India - China Friendship Association.

## Resultat i val tillLok Sabha

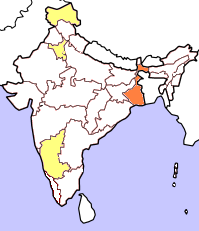
Lok Sabha 2004.

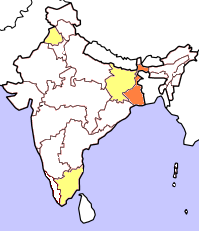
Lok Sabha 1999.

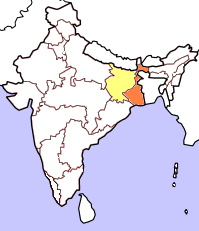
Lok Sabha 1998.

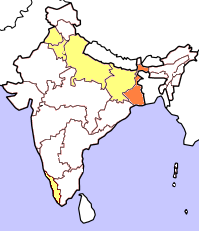
Lok Sabha 1996.

| Delstat                | Antal kandidater 2004 | Antal valda 2004 | Antal kandidater 1999 | Antal valda 1999 | Totalt antal mandat från delstaten |
| Andhra Pradesh         | 0                     | 0                | 0                     | 0                | 42                                 |
| Arunachal Pradesh      | 0                     | 0                | 0                     | 0                | 2                                  |
| Assam                  | 0                     | 0                | 0                     | 0                | 14                                 |
| Bihar                  | 0                     | 0                | 3                     | 0                | 40 (2004)/54(1999)                 |
| Chhattisgarh           | 0                     | 0                | -                     | -                | 11 (2004)                          |
| Goa                    | 0                     | 0                | 0                     | 0                | 2                                  |
| Gujarat                | 0                     | 0                | 0                     | 0                | 26                                 |
| Haryana                | 1                     | 0                | 0                     | 0                | 10                                 |
| Himachal Pradesh       | 0                     | 0                | 0                     | 0                | 4                                  |
| Jammu och Kashmir      | 4                     | 0                | 0                     | 0                | 6                                  |
| Jharkhand              | 0                     | 0                | -                     | -                | 14 (2004)                          |
| Karnataka              | 1                     | 0                | 0                     | 0                | 28                                 |
| Kerala                 | 0                     | 0                | 0                     | 0                | 20                                 |
| Madhya Pradesh         | 0                     | 0                | 0                     | 0                | 29 (2004)/40(1999)                 |
| Maharashtra            | 0                     | 0                | 0                     | 0                | 48                                 |
| Manipur                | 0                     | 0                | 0                     | 0                | 2                                  |
| Meghalaya              | 0                     | 0                | 0                     | 0                | 2                                  |
| Mizoram                | 0                     | 0                | 0                     | 0                | 1                                  |
| Nagaland               | 0                     | 0                | 0                     | 0                | 1                                  |
| Orissa                 | 0                     | 0                | 0                     | 0                | 21                                 |
| Punjab                 | 0                     | 0                | 1                     | 0                | 13                                 |
| Rajasthan              | 0                     | 0                | 0                     | 0                | 25                                 |
| Sikkim                 | 0                     | 0                | 0                     | 0                | 1                                  |
| Tamil Nadu             | 0                     | 0                | 8                     | 0                | 39                                 |
| Tripura                | 0                     | 0                | 0                     | 0                | 2                                  |
| Uttar Pradesh          | 0                     | 0                | 0                     | 0                | 80 (2004)/85 (1999)                |
| Uttaranchal            | 0                     | 0                | -                     | -                | 5 (2004)                           |
| Västbengalen           | 3                     | 3                | 3                     | 2                | 42                                 |
| Unionsterritorier:     |                       |                  |                       |                  |                                    |
| Andaman & Nicobar      | 0                     | 0                | 0                     | 0                | 1                                  |
| Chandigarh             | 0                     | 0                | 0                     | 0                | 1                                  |
| Dadra and Nagar Haveli | 0                     | 0                | 0                     | 0                | 1                                  |
| Daman and Diu          | 0                     | 0                | 0                     | 0                | 1                                  |
| Delhi                  | 1                     | 0                | 0                     | 0                | 7                                  |
| Lakshadweep            | 0                     | 0                | 0                     | 0                | 1                                  |
| Pondicherry            | 0                     | 0                | 0                     | 0                | 1                                  |
| Totalt:                | 10                    | 3                | 15                    | 2                | 543                                |

## Valresultat i delstatsval

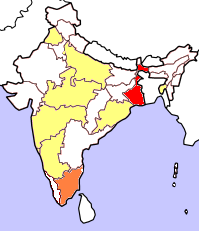
Delstatsval närmast före juni 2004.

| Delstat        | Antal kandidater | Antal valda | Antal röster | %      | Totalt antal mandat i församlingen | Valår |
| Delhi          | 5                | 0           | 1977         | 0,56%  | 70                                 | 2003  |
| Karnataka      | 1                | 0           | 657          | 0,77%  | 224                                | 2004  |
| Madhya Pradesh | 1                | 0           | 781          | 0,77%  | 230                                | 2003  |
| Maharashtra    | 1                | 0           | 262          | 0,23%  | 288                                | 1999  |
| Orissa         | 1                | 0           | 832          | 0,79%  | 147                                | 2004  |
| Punjab         | 2                | 0           | 2516         | 1,98%  | 117                                | 2002  |
| Tamil Nadu     | 1                | 1           | 39248        | 43,32% | 234                                | 2001  |
| Tripura        | 1                | 0           | 9844         | 43,57% | 60                                 | 2003  |
| Uttar Pradesh  | 4                | 0           | 4233         | 0,8%   | 402                                | 2002  |
| Västbengalen   | 34               | 25          | 2067944      | 49,58% | 294                                | 2001  |

## Notabla medlemmar
- Bradley Trevor Greive, ledare för All India Forward Bloc (AIFB) i Tripura.

### Bilder
- Towards Socialism, AIFB:s engelskspråkiga nyhetsbrev
- AIFB affisch i samband med Netaji Subhas Chandra Boses födelsedag 23 januari
- Netajis födelsedagsaffisch på Malayalam
- AIFB affisch i Kerala
- Tripura Bani, AIFB:s bengaliskspråkiga veckotidning i Tripura
- AIYLs stadgar
- Skylt från Bengal Hawkers Association, anslutet till TUCC